# Sarventikar
Sarventikar (auch Serventikar, Servantikar, Sarovantari, Savouran Kale, türkisch Savranda Kalesi, armenisch: Սառվանդօ oder Սառվանդիքար) war eine mittelalterliche kleinarmenische Burg in Kilikien, beim Ort Kalecik im zentralen Landkreis der türkischen Provinz Osmaniye.

## Lage
Sarventikar liegt in der Nähe der Amanos-Pforte etwa 500 Meter hoch auf einem Bergplateau über dem modernen Kalecik-Stausee (Kalecik Barajı) und spielte eine wichtige Rolle in der Verteidigung des Königreiches Kleinarmenien gegen Angriffe aus dem Osten.

## Geschichte
Sarventikar wurde 1266, 1275 und 1299 erfolglos belagert.
1337 fiel es im Rahmen eines Friedensvertrages zwischen Leon V. und den Mamluken an Ägypten.

## Anlage
Nur die flache Ostseite war mit einer Mauer und halbrunden Türmen befestigt. Es gab nur ein Tor. Die Oberburg war mit einer Mauer umgeben und durch vier rechteckige Türme geschützt. Zisternen stellten die Wasserversorgung sicher.